# Liste der Städte in Hawaii
Diese Liste führt alle Städte im US-Bundesstaat Hawaii auf.
| - ʻAiea - Aina Haina - Alakea - Anachoomlu - Cape Smith - Capehart - ʻEwa - Ewa Beach - Ford Island - Fort Shafter - Hāna - Hanalei - Hanapepe - Hickam - Hilo - Hōnaunau - Honokaʻa - Honolulu - Honomu - Kaaawa - Kahaluu - Kahului - Kailua - Kailua-Kona - Kaimuki - Kakaako - Kakaakou - Kalaheo - Kalaoa - Kalihi | - Kamuela - Kāneʻohe - Kaneohmcas - Kapaʻa - Kapolei - Kawaihae - Kawailani - Keaau - Keahi - Kealakekua - Keauhou - Kekaha - Kīhei - Kohalapilau - Koko Head - Kōloa - Kula - Lāhainā - Lāʻie - Laupahoeho - Līhuʻe - Lualualei - Makaha - Makakilo - Makawao - Manoa - Maunaloa - Mililani - Mililanimk | - Moanalua - Mokapu - Mountain View - Nāʻālehu - Nanakuli - Napili - Pahala - Pāhoa - Pāʻia - Papaikou - Papakolea - Pearl City - Pearl Harbor - Punahou - Puukapu - Puuloa - Royal Kunia - Soda Creek - Sunset Beach - Tripler - Volcano - Wahiawa - Waialua - Waiʻanae - Waikoloa - Wailuku - Waimanalo - Waimea - Waipahu |